# ميرانا
ميرانا (بالإيطالية: Merana)‏ هي بلدية في مقاطعة ألساندريا في إقليم بييمونتي في إيطاليا.

## السكان
في سنة 1861 بلغ عدد السكان 393 نسمة، وتطور العدد ليصل في سنة 2011 لـ 185 نسمة.
يظهر هذا المخطط البياني تطور النمو السكاني لـ ميرانا